# Українець (присілок)
Украї́нець (рос. Украинец) — присілок у складі Звєриноголовського району Курганської області, Росія. 
Населення — 331 особа (2010, 431 у 2002).
Національний склад станом на 2002 рік:
- росіяни — 75 %